# Gato de pelo curto americano
O  Gato de Pelo Curto Americano é uma raça de gato originária dos Estados Unidos. É conhecida pela sua longevidade, saúde, docilidade com crianças e cães, além da sua beleza e temperamento calmo.

## Características físicas
Resistente, tem seu corpo muito bem proporcionado, forte, ágil, balanceado e simétrico. Podendo viver de 14 a 18 anos. Seu corpo é mais comprido do que alto, de tamanho médio para grande. As fêmeas devem ser menos robustas em todos os aspectos, e devem ser premiadas igualmente, se as proporções gerais estiverem de acordo. Os olhos são grandes e amendoados, brilhantes e alerta, A distância entre os olhos deve ser de, pelo menos, o equivalente a um olho. Os cantos externos dos olhos são levemente mais altos que os cantos internos, a cor varia bastante, com variações entre azul, cobre, ouro, verde e avelã.
Raça bastante popular no Brasil, eles contam com uma característica marcante em suas cabeças, um M ou um W invertido em sua pelagem. Sua pelagem é curta, e de textura dura. Variações na grossura dos pelos e são permitidas de acordo com a região e estação do ano. A pelagem é densa o suficiente para proteção do tempo, frio e cortes superficiais na pele.